# The Daffodil Fields
The Daffodil Fields – poemat angielskiego poety Johna Masefielda, opublikowany w Londynie w 1913 nakładem oficyny Williama Heinemanna.  Utwór został zrecenzowany jeszcze w tym samym roku w czasopiśmie Poetry przez Alice Corbin Henderson. Został napisany strofą królewską, czyli zwrotką siedmiowersową rymowaną ababbcc, układaną pentametrem jambicznym, to znaczy sylabotonicznym dziesięciozgłoskowcem o akcentach ustabilizowanych na parzystych sylabach wersu.